# 1091

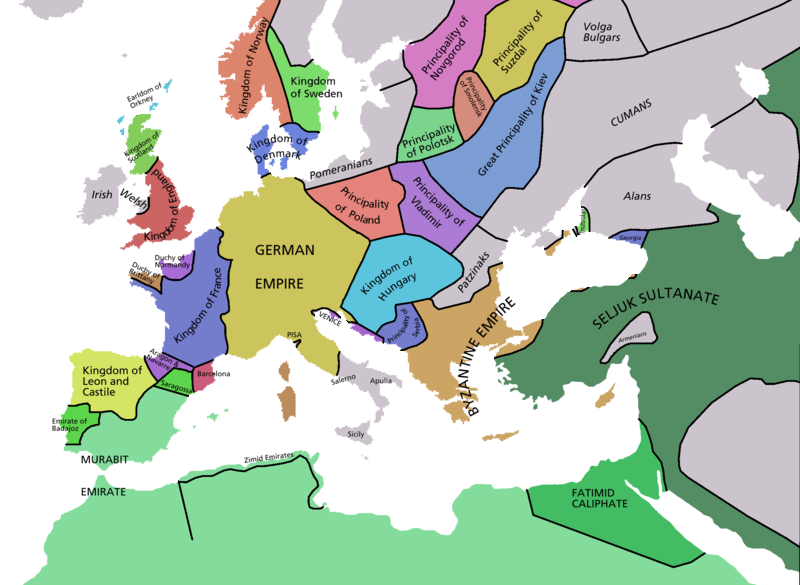
Europa rond 1092

Het jaar 1091 is het 91e jaar in de 11e eeuw volgens de christelijke jaartelling.

## Gebeurtenissen
- 9 april - Villefranche-de-Conflent wordt opgericht door een charter verleend door de graaf van Cerdanya, Guillem Ramon, die van Villefranche zijn nieuwe hoofdstad wil maken.
- Keizer Alexios I roept de hulp in van de Kumanen tegen de Petsjenegen, die met een beleg Constantinopel in grote problemen brengen. De Petsjenegen worden door de Byzantijnen en Kumanen verslagen in de Slag bij Levounion (29 april).
- De Normandiërs onder Rogier I van Sicilië veroveren Butera en Noto, de laatste twee moslimbolwerken op Sicilië. Einde van het emiraat Sicilië. Ook Malta wordt veroverd en de lokale heersers schatplichtig gemaakt.
- augustus - Verdrag van Caen: De broers Willem Rufus van Engeland en Robert Curthose van Normandië beëindigen hun conflict op vreedzame wijze.
- De abdij van Eversam wordt gesticht.
- De abdij van Somogyvár wordt door Ladislaus I van Hongarije gesticht
- Na de dood van markgravin Adelheid valt het markgraafschap Susa (voorheen markgraafschap Turijn) uiteen.
- Pierre de l'Etoile sticht de abdij Notre-Dame de Fontgombault.
- Koenraad I van Zähringen laat een kasteel bouwen dat het begin vormt van de latere stad Freiburg.
- Voor het eerst genoemd: Maffe, Montescudaio

## Opvolging
- patriarch van Alexandrië (Syrisch-orthodox) - Athanasius VI in opvolging van Dionysius VI
- graafschap Eu - Robert I opgevolgd door zijn zoon Willem III (of 1093)
- Ghisene - Boudewijn I opgevolgd door zijn zoon Manasses I
- Holland - Dirk V opgevolgd door zijn zoon Floris II
- Kleef - Diederik II opgevolgd door zijn zoon Diederik III
- Kroatië - Jelena de Schone opgevolgd door haar broer Ladislaus I van Hongarije
- Luik - Hendrik van Verdun opgevolgd door Otbert
- La Marche - Boso III opgevolgd door zijn oom Odo I

## Geboren
- Mathilde, gravin van Rethel (1124-1151)

## Overleden
- 26 maart - Wallada bint al-Mustakfi, (~90), dichter uit Córdoba (1001-1091)
- 17 juni - Dirk V (~37), graaf van Holland (1061-1091)
- 8 augustus - Altmann (~76), bisschop van Passau (1065-1085)
- 19 december - Adelheid, markgravin van Turijn, later Susa (1034-1091)
- Boso III, graaf van La Marche (1088-1091)
- Diederik II, graaf van Kleef (1075-1091)
- Hendrik van Verdun, prins-bisschop van Luik (1075-1091)
- Robert I, graaf van Eu (1080-1091) (of 1093)